# 자유광장 (하르키우)

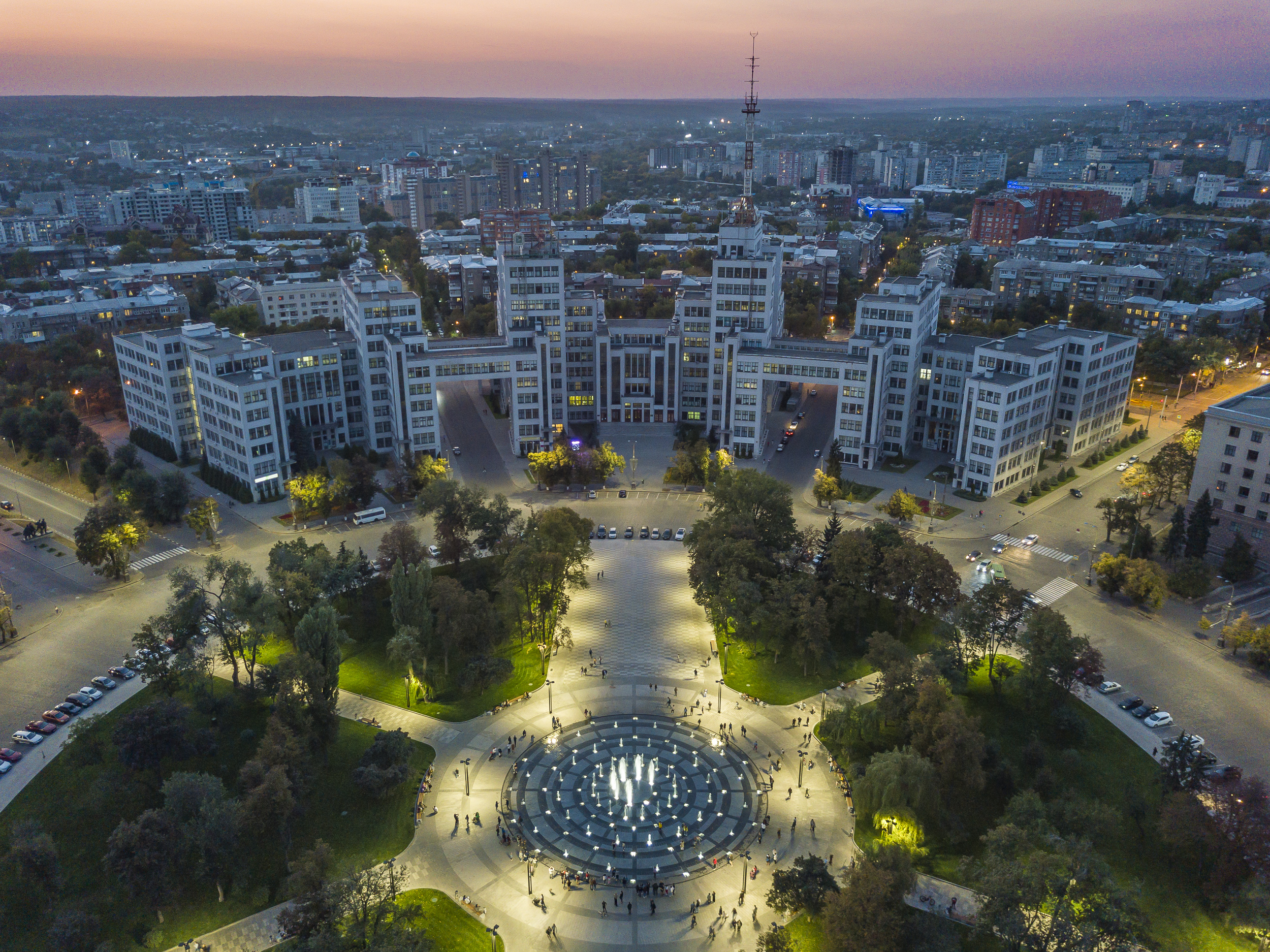
자유광장

자유광장(우크라이나어: Площа Свободи)은 우크라이나 하르키우에 있는 광장이다.